# Oğuz Savaş
Oğuz Savaş, né le 13 juillet 1987 à Balıkesir, en Turquie, est un joueur turc de basket-ball. Il évolue au poste de pivot.

## Carrière
Savaş ne joue pas lors de la saison 2017-2018 mais retourne au Darüşşafaka pour la saison 2018-2019.

## Palmarès
- Finaliste du championnat du monde 2010
- Champion de Turquie 2006, 2007, 2008, 2010, 2014 (Fenerbahçe Ülker)
- Vainqueur de la coupe de Turquie 2004, 2010, 2011 (Fenerbahçe Ülker)